# Jakub Szczawiński (zm. 1637)
Jakub Szczawiński z Ozorkowa herbu Prawdzic (ur. ok. 1577, zm. 5 lutego 1637) – marszałek sejmu zwyczajnego w Warszawie w 1616 roku i marszałek sejmu zwyczajnego w Warszawie w 1620 roku, wojewoda brzeskokujawski w latach 1620–1637, starosta łęczycki w latach 1612–1626, podkomorzy łęczycki w latach 1610–1612, starosta błoński i gąbiński, marszałek na dworze prymasa Wawrzyńca Gembickiego.
Syn Szymona z Ozorkowa Szczawińskiego (zm. 1590), kasztelana inowłodzkiego. Ojciec: Jakuba Olbrachta, starosty łęczyckiego, kasztelana i wojewody inowrocławskiego, Jana Szymona, starosty łęczyckiego i kasztelana brzesko-kujawskiego i Pawła Ludwika, starosty brzesko-kujawskiego i wojewody inowrocławskiego.
Studiował w Akademii Krakowskiej w 1593 roku, odbył studia zagraniczne.
Poseł na sejm 1611 roku z województwa łęczyckiego. Poseł województwa łęczyckiego na sejm zwyczajny 1613 roku i sejm 1620 roku.
Był elektorem Władysława IV Wazy z województwa brzeskokujawskiego w 1632 roku, podpisał jego pacta conventa.
Pochowany w kaplicy Szczawińskich w kościele św. Andrzeja Apostoła w Łęczycy, gdzie znajduje się piękne epitafium wojewody z największym w Polsce barokowym portretem trumiennym.